# 艾弗頓·拉莫斯·達·席爾瓦
艾弗頓·拉莫斯·達·席爾瓦（葡萄牙語：Everton Ramos da Silva，1983年6月8日—），是一名巴西職業足球運動員，現效力於中國足球超級聯賽球會上海申鑫隊。